# Daniel Jacques Brière
Daniel Jacques Jean David Brière est un homme politique français né le 24 décembre 1761 à Dieppe (Seine-Maritime) et décédé le 6 décembre 1835 à Paris.
Avocat général à Rouen, il est député de la Seine-Maritime en 1815. Il est nommé premier avocat général à Rouen en 1818, procureur général à Limoges en 1822 et conseiller à la Cour de Cassation en 1823.

## Pour approfondir